# أركوس
أركوس (بالفرنسية: Archos)‏ هي شركة فرنسية تأسست سنة 1988 من قبل هنري كروهاس

تعمل شركة أركوس على تصميم وتصنيع الإلكترونيات الاستهلاكية، وتشمل منتجاتها: مشغلات الموسيقى الرقمية، وأجهزة تخزين البيانات المتنقلة، كما تقوم أيضا بتصنيع الحواسيب اللوحية والهواتف الذكية بنظام ويندوز وأندرويد.

## المنتجات
```
هواتف ذكية
```

سلسلة platinum
منها
platinum 45
platinum 50
platinum 53
سلسلة Titanium
منها
Titanium 35
Titanium 40
Titanium45
Titanium 50
سلسلة Oxygen
منها
Oxygen 50
Oxygen 50b
Oxygen 50c